# Никонов, Александр Матвеевич
Алекса́ндр Матве́евич Ни́конов (31 августа 1893, деревня Леликово, Петрозаводский уезд, Олонецкая губерния — 26 октября 1937, Москва) — советский военный деятель, комдив (1935).

## Биография
Родился 31 августа 1893 года в семье православного священника в деревне Леликово Петрозаводского уезда Олонецкой губернии, русский.
Участник Первой мировой войны, на службе с 1916 года; окончил школу прапорщиков в Петергофе (1916 год). Командир роты 55-й пехотной дивизии (1916—1917), поручик. В феврале 1917 года примкнул к большевикам, был избран председателем полкового комитета и членом ВРК дивизии.
Во время гражданской войны служил в отряде особого назначения Мурманского боевого участка, помощник начальника штаба оперативной группы, начальник штаба 6-й бригады 2-й стрелковой дивизии (май 1919 — декабрь 1921).
С декабря 1921 года в Разведуправлении штаба РККА — помощник начальника 6-го, начальник 4-го отделения 3-го отдела (декабрь 1921 — ноябрь 1922), помощник начальника Информационно-статистической части Разведотдела штаба РККА (ноябрь 1922 — ноябрь 1924), начальник 3-го отдела (ноябрь 1924 — август 1929) того же управления и одновременно помощник начальника управления. Близкий друг и соратник Я. К. Берзина.
В 1927 году Никонов окончил курсы усовершенствования высшего начсостава при Военной академии им. М. В. Фрунзе. Преподавал на Восточном факультете названной Академии. Стажировался в войсках в должности командира батальона 127-го стрелкового полка, командира полка (август 1929 — февраль 1931).
Начальник 3-го отдела и одновременно помощник начальника РУ штаба РККА (февраль 1931 — январь 1934). Комдив (21 ноября 1935). С декабря 1934 года занимал должность заместителя начальника Четвёртого (разведывательного) управления Генерального штаба РККА.
3-й (информационно-статистический) отдел в 1920—1930-х годах считался и по составу, и по квалификации сотрудников наиболее подготовленным в профессиональном отношении подразделением центрального аппарата советской военной разведки. 3-й отдел являлся аналитическим центром Разведуправления, который систематизировал, обобщал и анализировал всю поступающую информацию и давал свою оценку событиям, происходящим в Европе и мире. Из 3-го отдела поступали заявки во 2-й (агентурный) отдел на получение информации по военным и политическим проблемам, интересовавшим высшее военное руководство страны. Фактически, Никонов был главным военным аналитиком в СССР. В мае 1928 года Никонов с участием Берзина и ряда других военных разведчиков по инициативе М. Н. Тухачевского подготовил и издал тиражом 80 экземпляров закрытое исследование для высшего военно-политического руководства страны «Будущая война» объёмом в 735 страниц. На основе этой закрытой разработки в 1929 году Никонов в соавторстве с Я. М. Жигуром написал книгу «Подготовка войны против СССР», вышедшую в 1929 году тиражом 5000 экземпляров (авторы выступили под псевдонимами С. Дашиньский и Я. Радопольский соответственно). На основе информации, добытой советской военной разведкой, авторы этой книги обстоятельно проанализировали характер возможной войны между СССР и его потенциальными противниками на международной арене и довели до сведения читателей свои выводы о внешних угрозах безопасности Советского государства.
В период с 1 по 5 августа 1937 года, после смещения с этого поста армейского комиссара 2-го ранга Яна Берзина, являлся временно исполняющим должность начальника Разведывательного управления РККА.
Арестован 5 августа 1937 года. Обвинён в участии в военно-фашистском заговоре в РККА. Расстрелян 26 октября 1937 года. Реабилитирован 19 мая 1956 года.